# Yakuza Apocalypse
Pour plus de détails, voir Fiche technique et Distribution.
Yakuza Apocalypse (極道大戦争, Gokudō daisensō) est un film japonais réalisé par Takashi Miike, sorti en 2015.

## Synopsis
Genyo Kamura est chef d'un groupe yakuzas et, secrètement, un vampire. Un jour, il est décapité par un prêtre et son second, Akira Kageyama, est blessé.

## Fiche technique
- Titre : Yakuza Apocalypse
- Titre original : 極道大戦争 (Gokudō daisensō?)[1]
- Réalisation : Takashi Miike
- Scénario : Yoshitaka Yamaguchi
- Musique : Kōji Endō
- Photographie : Hajime Kanda
- Montage : Kenji Yamashita
- Production : Yoshinori Chiba, Shin'ichirō Masuda, Shinjiro Nishimura et Misako Saka
- Société de production : Backup Media, Django Film, Gambit, Happinet., Nikkatsu et Oriental Light and Magic
- Société de distribution : Samuel Goldwyn Films (en) (États-Unis)
- Pays :  Japon et  France
- Format : couleur - 2,35:1
- Genre : action, comédie horrifique et fantastique
- Durée : 115 minutes
- Dates de sortie : 
  - Japon : 20 juin 2015[2]

## Distribution
- Hayato Ichihara : Akira Kageyama
- Riko Narumi : Kyoko
- Shō Aoyagi : Angus
- Kiyohiko Shibukawa : Aratetsu
- Yayan Ruhian : Kyoken
- Masanori Mimoto : Kaeru-kun
- Makoto Sakaguchi : Masaru
- Yoshiyuki Morishita : Sawada
- Yuki Sakurai : l'infirmière Mikiko
- Denden : Hougan
- Lily Franky : Genyo Kamiura

## Accueil
Le film a reçu un accueil favorable de la presse spécialisée. Il obtient un score moyen de 62 % sur Metacritic.